# Axino
Das Axino ist ein hypothetisches Elementarteilchen, das durch einige Theorien der Teilchenphysik vorhergesagt wird.
Die Peccei-Quinn-Theorie versucht das beobachtete, als starkes CP-Problem bekannte, Phänomen zu erklären, indem ein hypothetisches reell skalares Teilchen mit dem Namen Axion einführt.
Führt man Supersymmetrie in das Modell ein, so werden ein fermionischer Superpartner für das Axion, das Axino, und
ein bosonischer Superpartner, das Saxion, vorhergesagt. Sie werden alle durch ein chirales Superfeld gebündelt.
Das Axino wäre danach das leichteste supersymmetrische Teilchen in einem solchen Modell.  
Teilweise aufgrund dieser Eigenschaft wird es als Kandidat für die Zusammensetzung von dunkler Materie betrachtet.